# Chamboret
Chamboret település Franciaországban, Haute-Vienne megyében. Lakosainak száma 788 fő (2022. január 1.). Chamboret Vaulry, Peyrilhac, Berneuil, Breuilaufa, Cieux és Nantiat községekkel határos.

## Népesség
A település népességének változása:
| Lakosok száma | 774  | 790  | 798  | 789  | 789  | 791  | 795  | 796  | 788  |
|               | 2013 | 2015 | 2016 | 2017 | 2018 | 2019 | 2020 | 2021 | 2022 |